# Moše Bar'am
Moše Bar'am (hebrejsky: משה ברעם, žil 17. března 1911 – 5. prosince 1986) byl izraelský politik a poslanec Knesetu za strany Mapaj Ma'arach, Izraelská strana práce a opět Ma'arach.

## Biografie
Narodil se ve městě Zdolbuniv v tehdejší Ruské říši (dnes Ukrajina). Vystudoval střední obchodní školu v Kaunasu. V roce 1931 přesídlil do dnešního Izraele. Jeho syn Uzi Bar'am se později také stal politikem. Další syn Chajim Bar'am se proslavil jako sportovní komentátor. Vnuk Nir Bar'am je spisovatelem.

## Politická dráha
V mládí se angažoval v sionistickém hnutí he-Chaluc a Freiheit-Dror (hnutí napojené na stranu Po'alej Cijon). Po přesídlení do dnešního Izraele pracoval ve stavebnictví a byl aktivní v židovských jednotkách Hagana. Od roku 1934 pracoval pro Židovskou agenturu. Od roku 1938 byl členem sekretariátu strany Mapaj v regionu Jeruzaléma, kde se pak stal i tajemníkem strany. Od roku 1948 byl členem zaměstnanecké rady v Jeruzalémě a v letech 1955–1959 zasedal v jeruzalémské samosprávě.
V izraelském parlamentu zasedl poprvé po volbách v roce 1959, do nichž šel za Mapaj. Pracoval v parlamentním výboru práce, výboru finančním a výboru House Committee. Znovu byl za Mapaj zvolen ve volbách v roce 1961. Předsedal parlamentnímu výboru práce a podvýboru pro prověření možností zvýšení pracovního nasazení a produkce. Byl členem výboru finančního a výboru House Committee. Ve volbách v roce 1965 kandidoval za Ma'arach. Během funkčního období ovšem dočasně přešel do poslaneckého klubu Izraelské strany práce, aby se pak opět vrátil do poslaneckého klubu Ma'arach. Byl předsedou výboru práce, podvýboru pro penze členů Knesetu a společného výboru pro zákon o Národním pojistném soudu. Byl také členem výboru finančního a výboru House Committee. Zároveň půsbil jako předseda frakce poslanců koaličních stran. Mandát za Ma'arach obhájil ve volbách v roce 1969, po nichž byl členem výboru práce, výboru finančního a výboru House Committee. Opětovně se zvolení dočkal na kandidátce Ma'arach ve volbách v roce 1973, po nichž se opět stal členem výboru práce, výboru finančního a výboru House Committee. Dále také usedl jako člen do výboru státní kontroly a výboru pro zahraniční záležitosti a obranu.
Zastával i vládní posty. V letech 1974–1977 byl ministrem práce, v roce 1977 také jako ministr sociální péče, přičemž toho roku byly oba resorty sloučeny.